# Chaetodon speculum
Chaetodon speculum är en fiskart som beskrevs av Cuvier, 1831. Chaetodon speculum ingår i släktet Chaetodon och familjen Chaetodontidae. IUCN kategoriserar arten globalt som livskraftig. Inga underarter finns listade i Catalogue of Life.